# Arguètia

Mapa de la regió entre els anys 600 i 150 aC on s'observa la situació d'Arguètia

Argvètia — არგვეთი en georgià— Argv (არგუეთი) o Margveti (მარგუეთი) fou una regió històrica a l'est d'Imerècia (aproximadament a centre oest de Geòrgia). En l'alta edat mitjana, aquest relativament gran i en gran manera independent principat (Samtavro), fou governat per ducs (eristavi) i va formar el límit entre l'oest de Geòrgia (la part que llavors estava unida a Còlquida o Làzica) i l'est del mateix país (la Ibèria clàssica, més tard Kartli). És una regió històrica de Geòrgia, situada a les muntanyes Likhi, que la separen de Kartli. Té al nord la Ratxa, a l'est, la Kàrtlia, a l'oest, l'Imerècia pròpia, i al sud el Samtskhé.
Hi han sobreviscut a una sèrie de monuments en forma de castells; el més important és Šorapani, residència dels eristavis locals. Altres castells es troben a les ciutats i pobles de Skanda, Entrust, Olor i Muchuri. A Ubis, Džruči, Tabakini i Kaccha hi ha importants esglésies medievals i monestirs.

## Història
A partir del segle tercer, quan es va establir l'eristavi d'Arguètia, fou alternativament independent o sota el domini dels reis d'Ibèria. L'eristavi local va governar repetidament àrees veïnes (per exemple Letxkhúmia o Lečchumi) al sud-est de Svanètia. Argvètia va tenir un paper important en la història de Geòrgia a principis del segle viii durant el regnat dels germans Constantí i David de la família Mcheidze quan estava en guerra amb els àrabs, que estaven tractant d'estendre l'Islam per l'espasa (vers 730). Des del final del segle viii, l'eristavi d'Argvètia va caure sota control del Regne d'Abkhàzia, que es va expandir cap a l'est i va esdevenir l'estat més poderós del Caucas.
El 1008, Argvètia, com a part d'Abkhàzia, va passar a formar part del regne georgià de Kartli. Llavors el territori d'Argvètia va ser governat localment per una família nobiliària, els Bagvaši o Bagvaxi, i era part del regne de Geòrgia; a la meitat del segle xi els Bagvaxi foren desterrats del país i substituïts pels seus parents els Kakhaberidze, uns nobles amb terres a Ratxa i probablement també ja a Takveri, però en foren eliminats el 1103 (conservant els seus dominis a Ratxa i Takveri) i el rei va concedir el territori en part al monestir de Gelati i en part fou comprat a la reina Tamara pels Amanelisdze (ამანელისძე), una noble família georgiana que estava incrementant del seu poder (que va durar els segles xii i xiii); el rei georgià David V (1245-1293) va emparentar per matrimoni amb la família (la seva primera dona Tamara, mare de tres dels seus fills que van acabar regnant, pertanyia a la família dels Amanelisdze, el que se sap per documents de l'època, si bé l'única esposa que les cròniques georgianes esmenten era una princesa romana d'Orient de la casa dels Paleòleg). Al final del segle xiii la família va entrar en decadència i van acabar desapareixent, i els Kakhaberidze van recuperar la seva influència. Avançat el segle xiii parts d'Argvètia van passar a diverses famílies de la noblesa (Tsereteli, Abaxidze, Chkeidze i Mcheidze) i el principat pràcticament va deixar d'existir i va quedar integrat plenament a la regió d'Imerècia.